# Nitrit d'amoni
El nitrit d'amoni és un compost inorgànic, una sal, constituït per anions nitrit {\displaystyle {\ce {NO2-}}} i cations amoni {\displaystyle {\ce {NH4+}}} la qual fórmula química és {\displaystyle {\ce {NH4NO2}}}.

## Propietats
El nitrit d'amoni es presenta en forma de cristalls blancs amb tonalitat grogosa i inodors. La seva densitat és d'1,69 g/cm³. En escalfar-lo no es fon, sinó que es descompon de forma explosiva entre 60 °C i 70 °C segons la reacció:{\displaystyle {\ce {NH4NO2 ->[\Delta] N2 + 2H2O}}}
La seva solubilitat en aigua és de 64,3 g/100 g d'aigua a 19,15 °C.

## Preparació
El nitrit d'amoni no pot emmagatzemar-se i pot preparar-se fent reaccionar nitrit de sodi {\displaystyle {\ce {NaNO2}}} amb clorur d'amoni {\displaystyle {\ce {NH4Cl}}} segon la reacció:
{\displaystyle {\ce {NaNO2 + NH4Cl -> NH4NO2 + NaCl}}}

## Usos
S'empra en la fabricació d'explosius, com a pesticida agrícola, raticida i antimicrobià. També s'empra al laboratori per generar nitrogen a partir de la seva descomposició. Si se'l fa reaccionar amb diòxid de sofre permet sintetitzar sulfat d'hidroxilamina.